# Gracilinanus peruanus
Gracilinanus peruanus is een zoogdier uit de familie van de Opossums (Didelphidae). De wetenschappelijke naam van de soort werd voor het eerst geldig gepubliceerd door Tate in 1931. Tot 2015 werden de populaties van deze soort echter tot Gracilinanus agilis gerekend.

## Voorkomen
De soort komt voor in het zuidoosten van Peru, het noorden van Bolivia en in de Braziliaanse staten Rondônia en Mato Grosso.